# Sukhothai (miasto)
Sukhothai – miasto w Tajlandii, w regionie Sukhothai. W 2009 roku miasto liczyło 34 849 mieszkańców w 13 087 rodzinach. W mieście znajduje się port lotniczy Sukhothai.